# Henk van Beek
Hendrik Lambertus (Henk) van Beek (Dordrecht, 3 mei 1929 – Leidschendam, 20 maart 1982) was een Nederlands marineofficier en van 1979 tot zijn overlijden in 1982 bevelhebber der Zeestrijdkrachten.

## Loopbaan
Van Beek begon in 1946 op het Koninklijk Instituut voor de Marine aan zijn opleiding tot marineofficier. Na zijn opleiding volgden diverse operationele functies, en van 1972 tot en met 1974 was hij achtereenvolgens commandant van de fregatten Hr.Ms. Van Speijk en Hr.Ms. Isaac Sweers. Hierna was hij eskadercommandant en plaatsvervangend chef van de marinestaf, om in maart 1979 als viceadmiraal bevelhebber der Zeestrijdkrachten, en tevens chef marinestaf, te worden. Hij volgde hiermee Bert Veldkamp op.

## Overlijden
Op 20 maart 1982 overleed Van Beek toen zijn dienstauto in zijn woonplaats Leidschendam verongelukte tegen een van rechts komende auto. Zijn vrouw raakte gewond, zijn chauffeur liep een shock op. Op 25 maart werd hij met militaire eer begraven. 
In april 1982 werd Johan Hulshof de nieuwe bevelhebber der Zeestrijdkrachten.